# Erich Kunze
Erich Emanuel Kunze (* 30. April 1905 in Ottmachau, Schlesien; † 22. März 1992 in Göttingen) war ein deutsch-finnischer Hochschullehrer, Literaturwissenschaftler und Übersetzer.

## Leben und Wirken
Kunzes Eltern waren der Lehrer Emmanuel Kunze und dessen Ehefrau Gerdrud geb. Zimmerman. Er studierte an den Universitäten München, Heidelberg und Breslau, wo er 1932 seine Promotion in Philosophie verteidigte und danach bis 1933 als Assistent tätig war. Nach der Machtübernahme der Nationalsozialisten wurde seine handschriftlich vorgelegte Dissertation „Beiträge zur deutschen Literatur des Vormärz (1840–1850)“ beschlagnahmt, und er siedelte 1934 nach Finnland über, um einer drohenden Verhaftung zu entgehen. In Finnland erhielt Kunze 1934 eine Stelle als Lektor für Deutsche Sprache an der Universität Turku. Eine gekürzte und zensierte Fassung seiner Dissertation wurde 1938 in Breslau veröffentlicht.
Kunze war von 1927 bis 1930 Mitglied der SPD und zwischen 1930 und 1932 Mitglied des linken Flügels der Partei, der SAP. Danach wechselte er die Parteimitgliedschaft und trat zum 1. Mai 1933 der NSDAP bei (Mitgliedsnummer 2.561.561), offenbar weil es seiner Karriere diente. Das Lektorat als Deutschlehrer in Turku hatte Kunze bis 1944 inne. Er war ein prominenter Vertreter der Auslandsdeutschen in Finnland und von 1941 bis 1944 ebenfalls Leiter des finnischen Büros (Mittelstelle Helsinki) der Deutschen Akademie. 1941 war er Sekretär und Vorsitzender des Deutschen Vereins Turku-Åbo (heute Deutscher Verein Turku). Nach dem Waffenstillstand von Moskau wurde er 1944 als deutscher Staatsbürger erst in das besetzte Dänemark abgeschoben, wo er unter Otto Höfler am Deutschen Wissenschaftlichen Institut arbeitete. Nach Kriegsende 1945 wurde er nach Deutschland abgeschoben und dort interniert.
1946 heiratete er Edith Margot Ursula Bayer (geb. 1922) und war Leiter des dänischen Büros der Deutschen Akademie in Kopenhagen, bevor er 1947 nach Finnland zurückkehrte. 1948 lehnte das finnische Innenministerium Kunzes Antrag auf Erteilung einer Aufenthaltserlaubnis ab und ordnete die Ausreise sowie ein 5 Jahre dauerndes Einreiseverbot an. Ihm wurde jedoch erlaubt, so lange im Land zu bleiben, bis sein Umzug arrangiert werden konnte. Durch eine Verlängerung dieser Frist konnte er schließlich dauerhaft in Finnland bleiben. Von 1948 bis 1951 arbeitete er in Finnland als Dozent für deutsche Sprache an der Universität Turku. Von 1952 bis 1965 unterrichtete er zuerst als Dozent und ab 1961 als Professor für deutsche und vergleichende Literaturgeschichte an der Universität Helsinki. Einen Ruf an das Nordische Institut der Universität Greifswald 1956 nahm er nicht an, aber von 1964 bis 1965 unterrichtete er ein Jahr lang an der Universität München, bevor er nach Helsinki zurückkehrte und Assistenzprofessor für Deutsch an der Handelshochschule Helsinki wurde.
Während seiner Zeit in Turku knüpfte Kunze unter anderem enge Verbindungen zu Emil Öhmann und V. A. Koskenniemi. Nach seinem Umzug nach Helsinki erweiterte er seinen Bekanntenkreis, zu dem auch Viljo Tarkiainen gehörte, dessen Forschung er besonders schätzte. 1971 ging Kunze in den Ruhestand und zog nach Göttingen, wobei er seine inzwischen erworbene finnische Staatsbürgerschaft und enge Beziehungen zu Finnland behielt. Als Forscher in vergleichender Literaturwissenschaft veröffentlichte Kunze mehr als 70 Werke, darunter eine Bibliographie deutscher Belletristik in finnischer Sprache. Er selbst übersetzte finnische Literatur und Volksdichtung ins Deutsche. Seine umfangreiche Übersetzungssammlung vermachte er später der Universität Hamburg.

## Werke (Auswahl)
- Beiträge zur deutschen Literaturgeschichte des Vormärz (1840–1850). Inaugural-Dissertation, Breslau 1938.
- Finnische Volksballaden. Ausgew. u. übertr. von Erich Kunze, Deutsche Reihe Band 129. Diederichs, Jena 1943.
- Die deutschen Übersetzungen finnischer Schönliteratur. Bibliographie mit einer Einführung. Suomalainen Tiedeakatemia, Helsinki 1950.
- Goethes „Finnisches Lied“. Studia Fennica, 6,2. Helsinki 1952.
- Theodor Müggen romaani ”Erich Randal” ja suomalainen kansanrunous. Kalevalaseuran vuosikirja 33, 1953.
- Über Nervanders Aufenthalt in Neapel und seine Begegnung mit August von Platen. Suomalaisen Tiedeakatemian Toimituksia, Helsinki 1954.
- Die drei finnischen Runen in der Volksliedersammlung des jungen Marx. Berlin 1955.
- Jacob Grimm und Finnland. Suomalainen Tiedeakatemia, Helsinki 1957.
- Friedrich Rückert suomen kielen ja kansanrunouden harrastajana. Otavan kirjapaino, Helsinki 1958.
- Ein finnisches Grimmbildnis aus dem Jahre 1861. Zeitschrift des Vereins für hessische Geschichte und Landeskunde, Band 71, Kassel 1960.
- Deutsch-finnische Geistesbeziehungen im 19. Jahrhundert. Köln 1963.
- Platen, Schweden und ein ‚Bauernlied‘ aus Finnland. Greifswald 1966.
- SAUNA: Der Einzug eines finnischen Wortes in die deutsche Sprache. Neuphilologische Mitteilungen, Band 71, No. 1 (1970), S. 53–66 (Digitalisat).
- Kanteletar; alte Volkslieder und Balladen aus Finnland. Urtext und Übersetzung ausgewählt und übertragen, mit Einleitung, Anmerkungen und Literaturhinweisen von Erich Kunze, Helsinki. Kustannusosakeyhtiö Otava, 1976, ISBN 978-951-1-02207-7.
- Finnische Literatur in deutscher Übersetzung 1675–1975. eine Bibliographie. Helsingin Yliopiston Kirjasto, Helsinki 1982, ISBN 951-45-2781-X.
- Die Finnin, zum gleichnamigen Roman von Felix Dahn, 1983.
- Deutsch–finnische Literaturbeziehungen. Beiträge zur Literatur- und Geistesgeschichte. Publications of the Helsinki University Library, Helsinki 1986.
- Zur Geschichte der wissenschaftlichen Beziehungen zwischen der Georgia Augusta und der Academia Aboënsis. Gelehrte Kontakte zwischen Finnland und Göttingen zur Zeit der Aufklärung. Ausstellung aus Anlass des 500-jährigen Jubiläums des finnischen Buches. Vandenhoeck & Ruprecht, Göttingen 1988, S. 105ff.
- Frans Michael Franzén, zur deutschen Rezeption des schwedischsprachigen Dichters Finnlands. Journal of English and Germanic Philology, 1992.